# 擁擠的房間
《擁擠的房間》（英語：The Crowded Room）是一部即將播出的電視劇選集，由阿奇瓦·高斯曼創作，第一季的靈感來自丹尼爾·凱斯的小說《24個比利》。它將在Apple TV+上首播。

## 角色

### 主要
- 湯姆·霍蘭德 飾 丹尼·沙利文（Danny Sullivan），一個基於威廉·密里根的角色
- 阿曼達·西耶弗里德 飾 Rya Goodwin
- 艾美·羅森 飾 凱蒂·蘇利文（Candy Sullivan）
- 莎夏·蓮恩（英语：Sasha Lane） 飾 Ariana
- 威爾·切斯 飾  馬林·里德（Marlin Reid）

### 次要角色
- 托馬斯·薩多斯基 飾 馬蒂·鄧恩（Matty Dunn）
- 克里斯多福·阿伯特 飾 斯坦·卡米薩（Stan Camisa）
- 艾瑪·萊爾德（英语：Emma Laird） 飾 安娜貝爾（Annabelle）
- 萊文·霍克（英语：Levon Hawke） 飾 強尼（Jonny）
- 山姆·瓦索洛梅斯（Sam Vartholomeos） 飾 麥克（Mike）
- 傑森·艾塞克 飾 傑克·蘭姆（Jack Lamb）
- 扎克瑞·戈林格（Zachary Golinger） 飾 年輕的丹尼·沙利文（Danny Sullivan）
- 萊拉·羅賓斯（英语：Laila Robins） 飾 蘇茜（Susie）
- 亨利·艾肯伯里（Henry Eikenberry） 飾 道格（Doug）
- 亨利·扎加（Henry Zaga） 飾 菲利普（Philip）

## 集數
| 集數 | 標題             | 導演            | 編劇                                                                                        | 上線日期      |
| ---- | ---------------- | --------------- | ------------------------------------------------------------------------------------------- | ------------- |
| 1    | Exodus           | 穆恩德秋·柯諾   | 阿奇瓦·高斯曼                                                                               | 2023年6月9日  |
| 2    | Sanctuary        | 穆恩德秋·柯諾   | 阿奇瓦·高斯曼                                                                               | 2023年6月9日  |
| 3    | Murder           | 布拉迪·科貝特   | 阿奇瓦·高斯曼                                                                               | 2023年6月9日  |
| 4    | London           | 布拉迪·科貝特   | 阿奇瓦·高斯曼                                                                               | 2023年6月16日 |
| 5    | Savior           | 穆恩德秋·柯諾   | 阿奇瓦·高斯曼、亨麗埃塔·阿什沃思（Henrietta Ashworth）和傑西卡·阿什沃思（Jessica Ashworth） | 2023年6月23日 |
| 6    | Rya              | 莫娜·法斯特沃德 | 阿奇瓦·高斯曼和蘇珊·希思科特（Suzanne Heathcote）                                           | 2023年6月30日 |
| 7    | The Crowded Room | 亞倫·泰勒       | 阿奇瓦·高斯曼和蘇珊·希思科特（Suzanne Heathcote）                                           | 2023年7月7日  |
| 8    | Reunion          | 布拉迪·科貝特   | 阿奇瓦·高斯曼和科特尼·諾里斯（Cortney Norris）                                              | 2023年7月14日 |
| 9    | Family           | 莫娜·法斯特沃德 | 阿奇瓦·高斯曼和格雷戈里·萊森斯（Gregory Lessans）                                           | 2023年7月21日 |
| 10   | Judgment         | 莫娜·法斯特沃德 | 阿奇瓦·高斯曼和蘇珊·希思科特（Suzanne Heathcote）格雷戈里·萊森斯（Gregory Lessans）         | 2023年7月28日 |

## 製作

### 前期製作
2021年4月，阿奇瓦·高斯曼將編寫總共10集的電視劇，第一季改編自丹尼爾·凱斯的小說《24個比利》。穆恩德秋·柯諾被聘為第一季的導演，並與蘇珊娜·希思科特（Suzanne Heathcoate）一起擔任執行製片人。

### 選角
2021年4月，湯姆·霍蘭德被選為第一季的主角，最初被認為是飾演威廉·密里根。2022年2月，據透露，霍蘭德的角色實際上將被命名為丹尼·沙利文（大致上是密里根），而阿曼達·西耶弗里德、艾美·羅森、莎夏・蓮恩、克里斯多福·阿伯特、艾瑪·萊爾德加入演員陣容。

### 拍攝
該系列的拍攝於2022年3月31日在紐約開始。著名的拍攝地點之一是位於歷史悠久的康卡斯特大廈的NBC工作室。拍攝於2022年9月28日結束。

## 發行
計劃於2023年6月9日首播其前三集，之後每週發布一集，直至7月28日。

## 評價
根据評論匯總网站爛番茄汇总的42篇评论文章，33%的评论家给予该作正面评价，平均打分为4.9分（满分10分）。该网站总结的评论家共识是“《擁擠的房間》配備了不可否認的人才，並建立在一個有前途的前提下，但故事在循環中運行，導致令人筋疲力盡且經常令人沮喪的體驗。”」在Metacritic上，23位影評人共給予了47分的分數（滿分100分），這部電影獲得了「評價褒貶不一或一般」。

### 獎項
| 類別               | 頒獎日期 | 獎項                                  | 提名人      | 結果 | 參考  |
| ------------------ | -------- | ------------------------------------- | ----------- | ---- | ----- |
| 第29屆評論家選擇獎 | 2024     | 影評選擇電視影集講/迷你影集最佳男主角 | 湯姆·霍蘭德 | 待定 | [ 8 ] |

## 外部連結
- 互联网电影数据库（IMDb）上《擁擠的房間》的资料（英文）